# ساعات عمل الأطباء المقيمين
عدد ساعات عمل الأطباء المقيمين هي الفترة التي يقضيها الأطباء المقيمين والأطباء المتدربين أثناء فترة إقامتهم (هم الطلاب الذين يُتمون فترة دراستهم بكلية الطب ويتبعونها بفترة من التدريب داخل المستشفيات التعليمية). وتتراوح ما بين 80-100 ساعة في الأسبوع في معظم مؤسسات التعليم الطبي في الولايات المتحدة. وقد تصل إلى 136 ساعة أسبوعياً في بعض المناطق. ويشير بعض الطلاب أن حوالي 40% من أعمالهم خلال فترة التدريب والإقامة ليست لها علاقة مباشرة برعاية المرضى، وإنما بأعمال مكتبية وورقية. وفي أغلب الأحيان لا يتقاضى الطلاب والأطباء أجوراً ثابتة خلال فترة تدريبهم.

## سبب ارتفاع أعباء العمل
عادة ما يخضع الأطباء المتدربين والمقيمين لساعات طويلة من العمل والتدريب. وغالبًا ما يقوم المتدربون بأنفسهم، بوضع الجداول الزمنية لساعات العمل الخاصة بهم، مما يدفعهم للعمل ساعات إضافية طويلة على أمل تحسين رعاية المرضى، وتدريبهم، وفرصهم الوظيفية. ومرونة هذا النظام يجعل من السهل وقوعهم ضحية لارتفاع أعباء العمل وسوء المعاملة.
ويفتقر الأطباء المتدربين والمقيمين للقدرة على المساومة أو المطالبة بتغيير أرباب العمل أو الأطباء المشرفين عليهم، كما يفتقرون لوجود بدائل لأوضاع تدريبهم العصيبة، مما يجعلهم مجبرين على القبول بكل ظروف العمل بما فيها ساعات العمل الطويلة ونقص الأطباء المشرفين. وبهذه الطريقة تدنى المنافسة بين المستشفيات وبعضها لاستقطاب الأطباء المتدربين، وتدنى معها مرتبات الأطباء وظروف العمل وتتصاعد عدد ساعات العمل بشكل غير آمن.
وفي حالات الطوارئ داخل المؤسسات الطبية التي تعاني من عجز في عدد الموظفين، يخضع كل الموظفين بما فيهم من أطباء متدربين لأعمال إضافية، وقد تُوكّل لبعض الأطباء المبتدئين أعمال لا يتناسب مع قدراتهم. كما تقوم بعض المؤسسات الطبية باستغلال الأطباء ذو الخبرة الأقل لعمل لساعات إضافية بعوائد مادية أقل بكثير من العوائد المدفوعة للأطباء الأكثر خبرة.
وتتفشى في المجتمع الطبي ثقافة حطّ الأطباء الأكثر خبرة من مجهودات الأطباء المبتدئين، ووصمهم بعار قلة عدد ساعات العمل، مما قد يدفع الأطباء المبتدئين والمتدربين لزيادة عدد ساعات عملهم وتحمّل أعباء عمل إضافي للتخلص من هذه الوصمة وتحقيق الاعتراف الرسمي بمجهوداتهم، ويؤدي ذلك أيضًا لنفس النتيجة، وهي سوء ظروف العمل وتدني أجور الأطباء.
وهناك أيضا الاعتقاد السائد بأن متابعة مريض واحد من بداية دخوله إلى المستشفى وعلى مدار الساعات 30 أو ال 40 التالية قد تكون ذات قيمة تعليمية وتدريبية أكبر من مراقبة العديد من المرضى لفترات أقصر، ما يدفع بعض المتدربين لإطالة عدد ساعات عملهم. وقد تطول ساعات العمل لرغبة الطبيب الشخصية للعنياة بمريض محدد وحتى الإطمئنان على حالته الصحية.

## التأثير على الصحة

### التأثير على صحة الطبيب
للعمل لساعاتٍ طويلة غير مُنتظمة تأثيرات سلبية على الصِحة مُدَّعمة بالأدلة القوية والمثبتة، فَقد أثبتتْ مجموعة من الأبحاث في أوروبا والولايات المتحدة أن العُمّال الذينَ يخضعون لساعات عمل إضافية مما يترتب عليها الحرمان من النوم قد يتعرضون لمخاطر صحية أعلى من غيرهم، ومنها اضطرابات الجهاز الهضمي، وأمراض القلب والأوعية الدموية وسرطان الثدي والإجهاض والولادة المبكرة، وإنخفاض وزن الأجنة عند الولادة. بالإضافة إلى أن الإرهاق المزمن والتوتر الناتجانِ عن الحرمان من النوم يمكن أن يؤثر على إنتاجية العمل وإرتفاع نسبة الحوادث في أماكن العمل. وهناك أيضاً الآثار الإجتماعية، ففي الولايات المتحدة، فإن الآباء المتزوجون الذين يعملون في نوبات ليلية ثابتة يكونون مُعرضين لمواجهة الطلاق أكثر من غيرهم من العمال الذين يعملون نهاراً بست مرات. وتتعرض الأمهات المتزوجات، اللاتي يعملنَ ليلاً لنفس المشكلة الإجتماعية أكثر من غيرهن من الأمهات العاملات نهاراً بثلاثة أضعاف.

### التأثير على صحة المريض
وتعترف مؤسسات التعليم الطبي بأن ساعات العمل الطويلة يمكن أن يكون لها نتائج سلبية على صحة المريض، لأن حرمان الأطباء من النوم يؤثر على الانتباه والذاكرة سلبًا مما يزيد من معدلات وقوع الأخطاء الطبية ويقلل بشدة درجة من إنتاجية الطبيب خلال ساعات عمله.
وليس عدد ساعات النوم هو العامل الوحيد المؤثر على كفاءة عمل الطبيب وإنما تفاصيل هذا النوم، فمن العوامل المؤثرة أيضًا هو عدد ساعات النوم المتواصل وانتظام ساعات النوم وتوقيته. وكثيرًا ما يلجأ الأطباء إلى الخضوع لساعات عمل إضافية ليلًا بأسلوب الخضوع للاستدعاء من خارج المستشفى، ويتعرض أطباء آخرون للتبديل المستمر بين فترات العمل الصباحية والمسائية وهو ما يؤثر بشدة على انتظام النوم وبالتالي كفاءة وإنتاجية الطبيب أثناء عمله.
وفي دراسة مميزة أُجريت عام 2004، أتضح أن التقليل من معاناة الأطباء من الحرمان من النوم قد يسبب تراجع عدد الأخطاء الطبية المرتكبة داخل وحدات العناية المركزة. وقد أُجريت هذه الدراسة على مجموهة من الأطباء المبتدئين في عامهم الأول من التدريب.

## الأساليب المقترحة للحد من أعباء العمل
تعد حادثة ليبي زيون أحد أشهر الحوادث الطبية المؤثرة في تناول مشكلة أعباء وساعات العمل الإضافية التي يخضع لها الأطباء المتدربين والمقيمين. ففي عام 1984 لقيت الطالبة الجامعية ليبي زيون والبالغة من العمر 18 عاماً حتفها داخل إحدى المستشفيات التعليمية بمدينة نيويورك بعد تلقيها العلاج على يد طبيب متدرب وآخر مقيم. وعلى الرغم من وجود أدلة متضاربة حول وفاة ليبي زيون، والتي يُعتقد حالياً أن سبب وفاتها يرجع إلى متلازمة السيروتونين نتيجة التداخل الدوائي بين عقار فينيلزين والذي اعتادت ليبي على تعاطيه قبل وفاتها لعلاج الاكتئاب الذي كانت تعاني منه، وعقار بيثيدين الذي تعاطته داخل المستشفى تحت إشراف الطبيب المقيم المشرف على حالتها، فقد توالت الدعاوى القضائية والتحقيقات عقب وفاتها، وحظيت بتغطية إعلامية مكثفة في كل وسائل الإعلام والمجلات الطبية.
وفي عام 1989 تشكلت لجنة رفيعة المستوى من الخبراء برئاسة برتراند م. بيل، وهو طبيب رعاية أولية في إحدى كليات الطب التابعة لولاية نيويورك الأمريكية. وقد عُرِف عنه موقفه المعارض لحالة عدم وجود رقابة على الأطباء تحت التدريب. وأُعتُمِدَت توصيات هذه اللّجنة من قبل ولاية نيويورك، وتم تحديد عدد ساعات عمل الأطباء المقيمين بما لا يتجاوز 80 ساعة في الأسبوع أو أكثر من 24 ساعة متتالية، مع وجود أطباء مشرفين لمتابعة أعمالهم باستمرار.
كما قام «مجلس اعتماد الدراسات الطبية العليا» -وهي الهيئة المسؤولة عن اعتماد معظم برامج التدريب الطبي للدراسات العليا (التدريب الداخلي، الإقامات، والمنح الدراسية) للأطباء في الولايات المتحدة- بوضع معايير لعدد ساعات عمل الأطباء المتدربين والمقيمين ومنها وتم تفعيلها في شهر يوليو 2003:
- ألا تتخطى عدد ساعات العمل 80 ساعة أسبوعياً شاملة عدد ساعات العمل التي يكون فيها الطبيب متاحاً للإستدعاء.
- أن يسمح للطبيب بفترة راحة مقدارها 10 ساعات مابين فترات العمل المتواصل داخل المستشفى، وعقب الفترات التي يكون فيها الطبيب مُتاحاً للإستدعاء.
- ألا تتجاوز مدة العمل المتواصل داخل المستشفى 24 ساعة، مع إستثناء بإضافة 6 ساعات أخرى لإستمرار متابعة حالة مريض محدد.
- أن يحصل الطبيب على يوم واحد في الأسبوع على الأقل خالي تماماً من واجبات العمل والدراسة.

كما ينصح المجلس بالسماح للأطباء بأخذ قيلولات في ساعات محددة أثناء فترات العمل الطويلة كأسلوب تخفيف التعب وربما تقليل الأخطاء الطبية.